# NashStore
NashStore — российский сетевой магазин приложений для устройств под управлением операционной системы Android. Разработан автономной некоммерческой организацией «Цифровые платформы» как устойчивый к санкциям против России. Запущен в мае 2022 года.

## История
В 2022 году из магазина приложений Google Play были удалены приложения компаний, которые попали под санкции.
В связи с прекращением компаниями Visa и Mastercard работы в России компания Google с 10 марта 2022 года временно ограничила покупку приложений в Google Play для пользователей из России — россиянам стал доступен только бесплатный контент.
29 марта 2022 года директор по проектам АНО «Цифровые платформы» Владимир Зыков анонсировал создание российского магазина приложений NashStore. По словам Зыкова, с помощью приложения NashStore граждане России и стран Евразийского экономического союза смогут без ограничений скачивать, устанавливать, обновлять приложения и оплачивать подписки, в том числе с помощью карт «Мир».
В апреле 2022 года «Цифровые платформы» обратилось в Министерство цифрового развития, связи и массовых коммуникаций Российской Федерации с просьбой включить магазин NashStore в перечень предустановленных программ на российские смартфоны.
Приложение планировалось запустить 9 мая 2022 года. В этот день магазин приложений NashStore был открыт для разработчиков, 16 мая он стал доступен для пользователей.
После запуска приложения оно работало нестабильно, что в официальном Telegram-канале приложения объяснили «сильнейшей DDoS-атакой».
3 декабря 2022 года стало известно, что магазин NashStore будет предустанавливаться на защищенные смартфоны AYYA.

## Статистика
За первую неделю работы в приложении зарегистрировались более 600 тысяч человек и было скачано 1,3 миллиона приложений.
Спустя месяц после запуска в NashStore было 2 тыс. приложений и более 1 млн пользователей, которые скачали более 3,5 млн приложений.
По состоянию на август 2022 года, в NashStore было 3 тыс. приложений и 1,5 млн пользователей, которые скачали 6,7 млн приложений.
По данным на 18 ноября из маркетплейса было скачано 10,5 млн приложений, при этом в NashStore зарегистрировались 2 млн пользователей, которым доступны для скачивания более 3,6 тыс. порталов, игр и сервисов. Самым популярным приложением NashStore стал «ВТБ-Онлайн», который скачали 602,9 тыс. раз.